# N. Scott Momaday
Navarro Scott Momaday, swoje książki sygnuje jako N. Scott Momaday (ur. 27 lutego 1934 w Lawton, zm. 24 stycznia 2024 w Santa Fe) – amerykański pisarz, poeta i dramaturg pochodzenia indiańskiego (Kiowa/Cherokee), wykładowca współczesnej literatury tubylczej m.in. na Uniwersytecie Kalifornijskim.
Syn pisarki Natachee Scott Momaday i artysty Alfreda Momadaya, urodzony w rezerwacie plemienia Kiowa w Oklahomie. W 1969 roku za nowatorską powieść Dom utkany ze świtu otrzymał Nagrodę Pulitzera. Uznany także za „Poetę Oklahomy” przez władze tego stanu oraz odznaczony Narodowym Medalem Sztuk przez prezydenta George’a W. Busha (2007).
W języku polskim ukazały się: nagrodzona „Pulitzerem” powieść Dom utkany ze świtu (1976) i autobiografia Imiona (1982); obie w przekładzie Jadwigi Milnikiel.

## Publikacje
- The Journey of Tai-me (1967)
- Dom utkany ze świtu (House Made of Dawn 1968, wyd. polskie 1976)
- The Way to Rainy Mountain (1969) (autobiografia ilustrowana przez ojca Ala Momadaya)
- Angle of Geese (1974)
- The Gourd Dancer (1976)
- The Names: A Memoir (1976), wyd. polskie 1982
- The Ancient Child] (1989)
- In the Presence of the Sun (1992)
- The Native Americans: Indian County (1993)
- The Indolent Boys (sztuka)
- Circle of Wonder: A Native American Christmas Story (1994)
- The Man Made of Words: Essays, Stories, Passages (1997)
- In the Bear’s House (1999)